# Disseny urbà

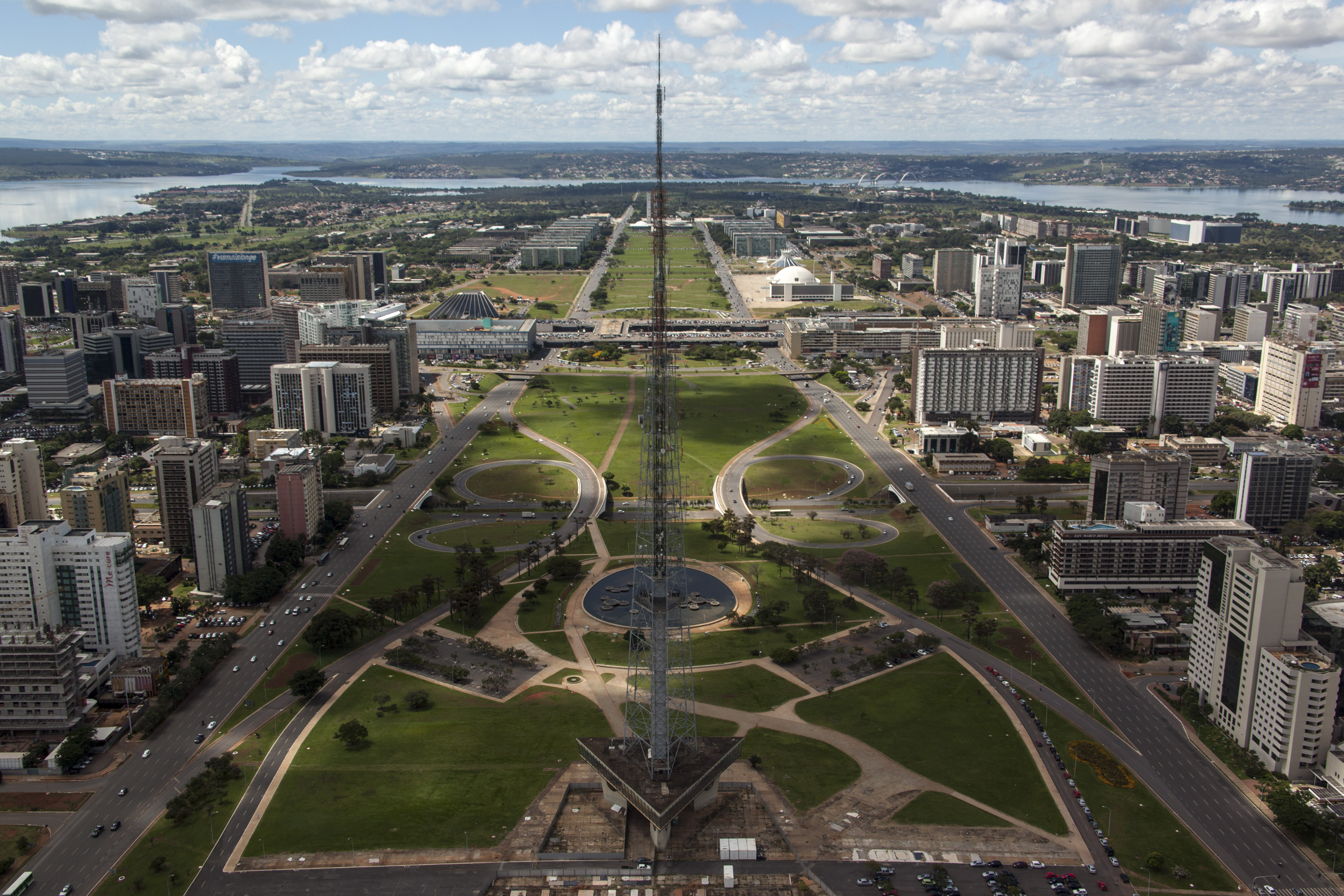
Eix Monumental de Brasília dissenyat per Oscar Niemeyer i Lúcio Costa

El disseny urbà tracta tant del procés de dissenyar i donar forma a les característiques físiques de les ciutats i dels espais regionals, com del disseny social i altres qüestions a gran escala. En definitiva, vincular els camps de l'arquitectura així com la planificació per organitzar millor l'espai físic i els entorns comunitaris.
Alguns focus importants del disseny urbà inclouen el seu impacte històric, els canvis de paradigma, la seva naturalesa interdisciplinària i els problemes relacionats amb el disseny urbà.

## Teoria
El disseny urbà s'ocupa de l'escala més gran de grups d'edificis, infraestructures, carrers i espais públics, barris i districtes sencers i ciutats senceres, amb l'objectiu de fer entorns urbans equitatius, bells, performatius i sostenibles.
El disseny urbà és un camp interdisciplinari que utilitza els procediments i els elements de l'arquitectura i altres professions relacionades, com ara el disseny del paisatge, la planificació urbana, l'enginyeria civil i l'enginyeria municipal. Pren en préstec coneixements substantius i procedimentals de l'administració pública, la sociologia, el dret, la geografia urbana, l'economia urbana i altres disciplines relacionades de les ciències socials i del comportament, així com de les ciències naturals. En temps més recents han sorgit diferents subcamps del disseny urbà, com ara el disseny urbà estratègic, l'urbanisme del paisatge, el disseny urbà sensible a l'aigua i l'urbanisme sostenible. El disseny urbà exigeix la comprensió d'una àmplia gamma de temes, des de la geografia física fins a les ciències socials, i una apreciació de disciplines, com ara el desenvolupament immobiliari, l'economia urbana, l'economia política i la teoria social.
Els dissenyadors urbans treballen per crear ciutats inclusives que protegeixen els béns comuns, garanteixin l'accés igualitari i la distribució dels béns públics i satisfan les necessitats de tots els residents, especialment les dones, les persones de color i altres poblacions marginades. Mitjançant intervencions de disseny, els dissenyadors urbans treballen per revolucionar la manera com conceptualitzem els nostres sistemes socials, polítics i espacials com a estratègies per produir i reproduir un futur més equitatiu i innovador.

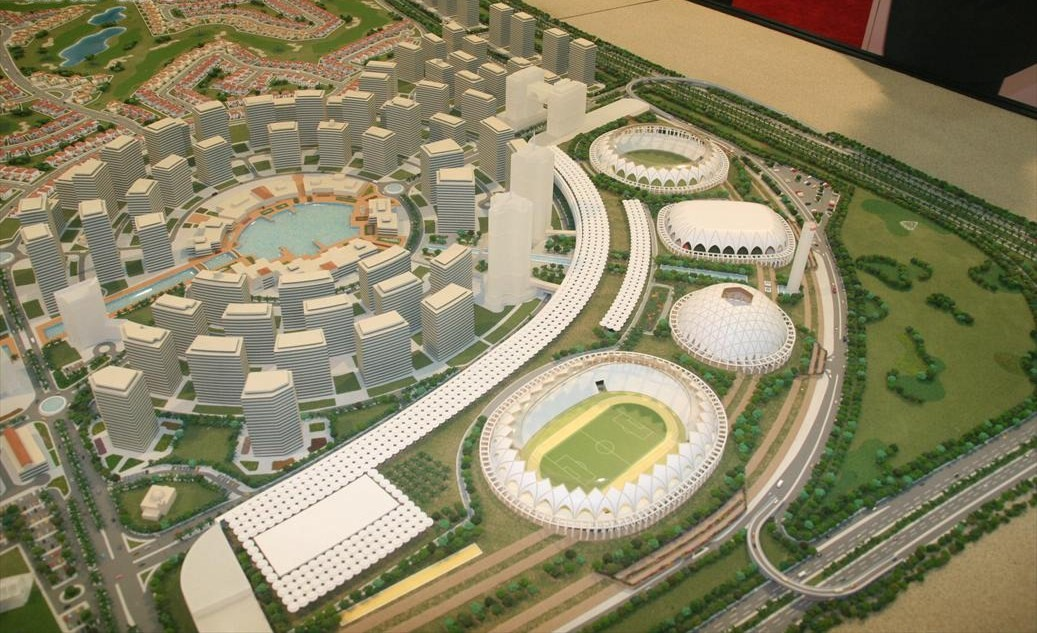
Model de la ciutat esportiva de Dubai a Dubai, Emirats Àrabs Units

El disseny urbà consisteix a establir connexions entre persones i llocs, moviment i forma urbana, natura i teixit construït. El disseny urbà reuneix els molts aspectes de la creació de llocs, la gestió ambiental, l'equitat social i la viabilitat econòmica per crear llocs amb bellesa i identitat diferents. El disseny urbà uneix aquests i altres eixos, creant una visió d'una àrea i després desplegant els recursos i les habilitats necessàries per donar vida a la visió.
La teoria del disseny urbà s'ocupa principalment del disseny i la gestió de l'espai públic (és a dir, l'"entorn públic", "l'àmbit públic" o el "domini públic"), i la manera com s'utilitzen i viuen els llocs públics. L'espai públic inclou la totalitat dels espais d'ús lliure en el dia a dia pel públic en general, com ara carrers, places, parcs i infraestructures públiques. Alguns aspectes dels espais de propietat privada, com ara façanes d'edificis o jardins domèstics, també contribueixen a l'espai públic i, per tant, també són considerats per la teoria del disseny urbà. Entre els escriptors importants sobre la teoria del disseny urbà cal destacar Christopher Alexander, Peter Calthorpe, Gordon Cullen, Andres Duany, Jane Jacobs, Mitchell Joachim, Jan Gehl, Allan B. Jacobs, Kevin Lynch, Aldo Rossi, Colin Rowe, Robert Venturi, William H. Whyte, Camillo Sitte, Bill Hillier i Elizabeth Plater-Zyberk.

## Història
Encara que l'ús professional contemporani del terme "disseny urbà" data de mitjans del segle segle xx, el disseny urbà com a tal s'ha practicat al llarg de la història. Existeixen exemples antics de ciutats acuradament planificades i dissenyades a Àsia, Àfrica, Europa i Amèrica, i són especialment conegudes en les cultures clàssica xinesa, romana i grega. En concret, Hipòdam de Milet va ser un famós arquitecte i urbanista, i acadèmic de tota mena grec antic que sovint és considerat com un "pare de la planificació urbana europea", i l'homònim del "pla d'Hipòdam", també conegut com el pla de quadrícula d'un disseny de la ciutat.
Les ciutats medievals europees es consideren sovint, i de forma errònia, exemples de desenvolupament urbà no dissenyat o “orgànic”. Hi ha molts exemples de disseny urbà meditat a l'Edat Mitjana. A Anglaterra, moltes de les ciutats enumerades en el Burghal Hidage del segle ix van ser dissenyades en quadrícula, amb exemples com Southampton, Wareham, Dorset i Wallingford, Oxfordshire, que es van crear ràpidament per proporcionar una xarxa defensiva contra els invasors danesos. L'Europa occidental del segle xii va comportar una renovada atenció a la urbanització com a mitjà d'estimular el creixement econòmic i generar ingressos. El sistema de burgage d'aquella època i les seves parcel·les burgeses associades van aportar una forma de disseny autoorganitzat a les ciutats medievals. Les retícules rectangulars es van utilitzar a les  bastides de la Gascunya dels segles XIII i XIV, ia les noves ciutats d'Anglaterra creades en el mateix període.
Al llarg de la història, el disseny de carrers i la configuració deliberada d'espais públics amb edificis han reflectit normes socials contemporànies o creences filosòfiques i religioses. Tanmateix, l'enllaç entre l'espai urbà dissenyat i la ment humana sembla bidireccional. De fet, l'impacte invers de l'estructura urbana en el comportament humà i en el pensament s'evidencia tant en els estudis de psicologia ambiental observacional com en els registres històrics. Hi ha indicis clars de l'impacte del disseny urbà del Renaixement en el pensament de Johannes Kepler i Galileo Galilei. Ja amb René Descartes en el seu Discurs del Mètode havia donat fe de l'impacte que les noves ciutats planificades del Renaixement van tenir en el seu propi pensament, i hi ha moltes proves que el paisatge urbà renaixentista va ser també l'estímul perceptiu que havia conduït al desenvolupament de la geometria de coordenades.

### Principis de l'època moderna

Early modern
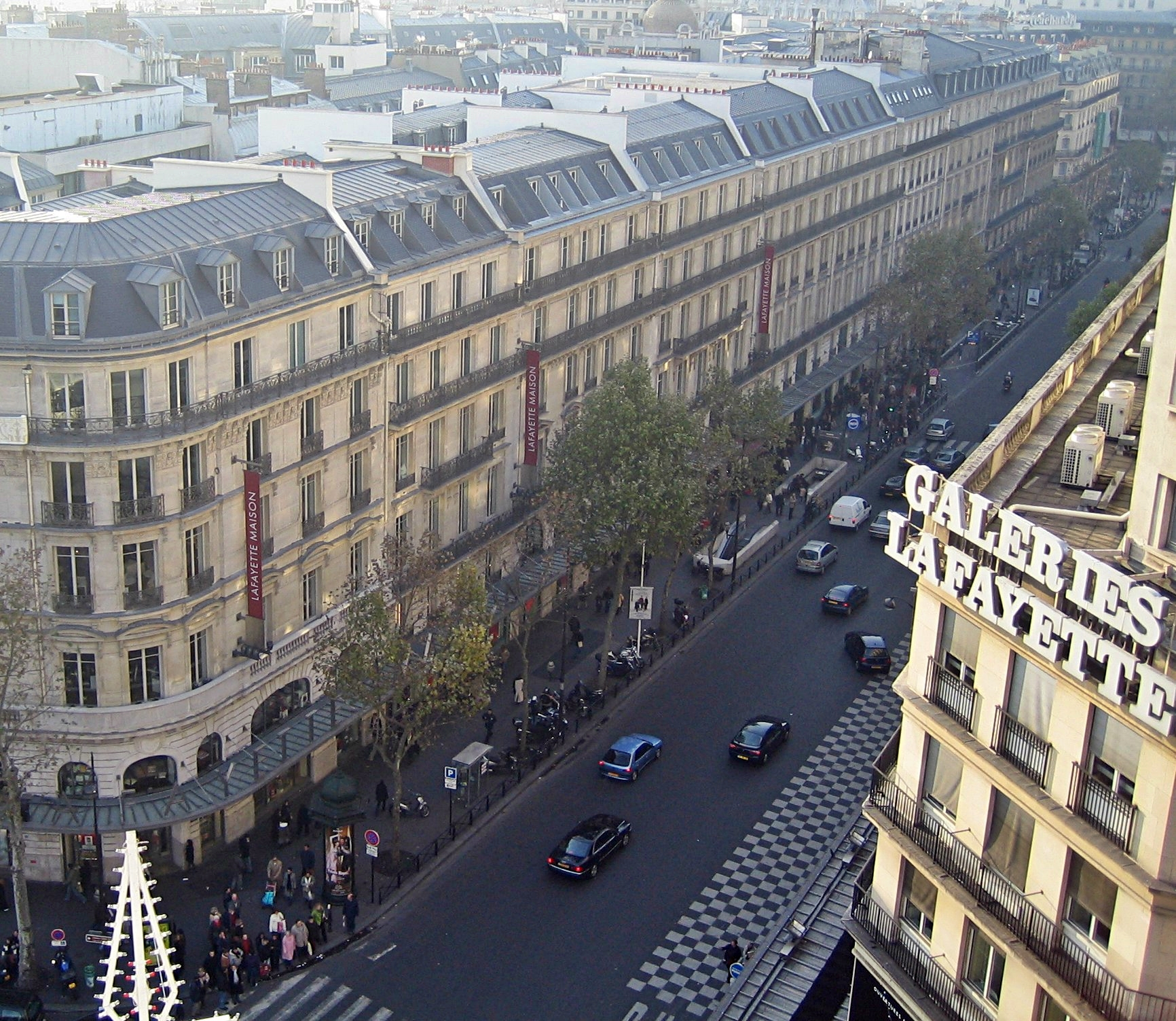
Bulevard Haussmann, Paris (Georges-Eugène Haussmann)
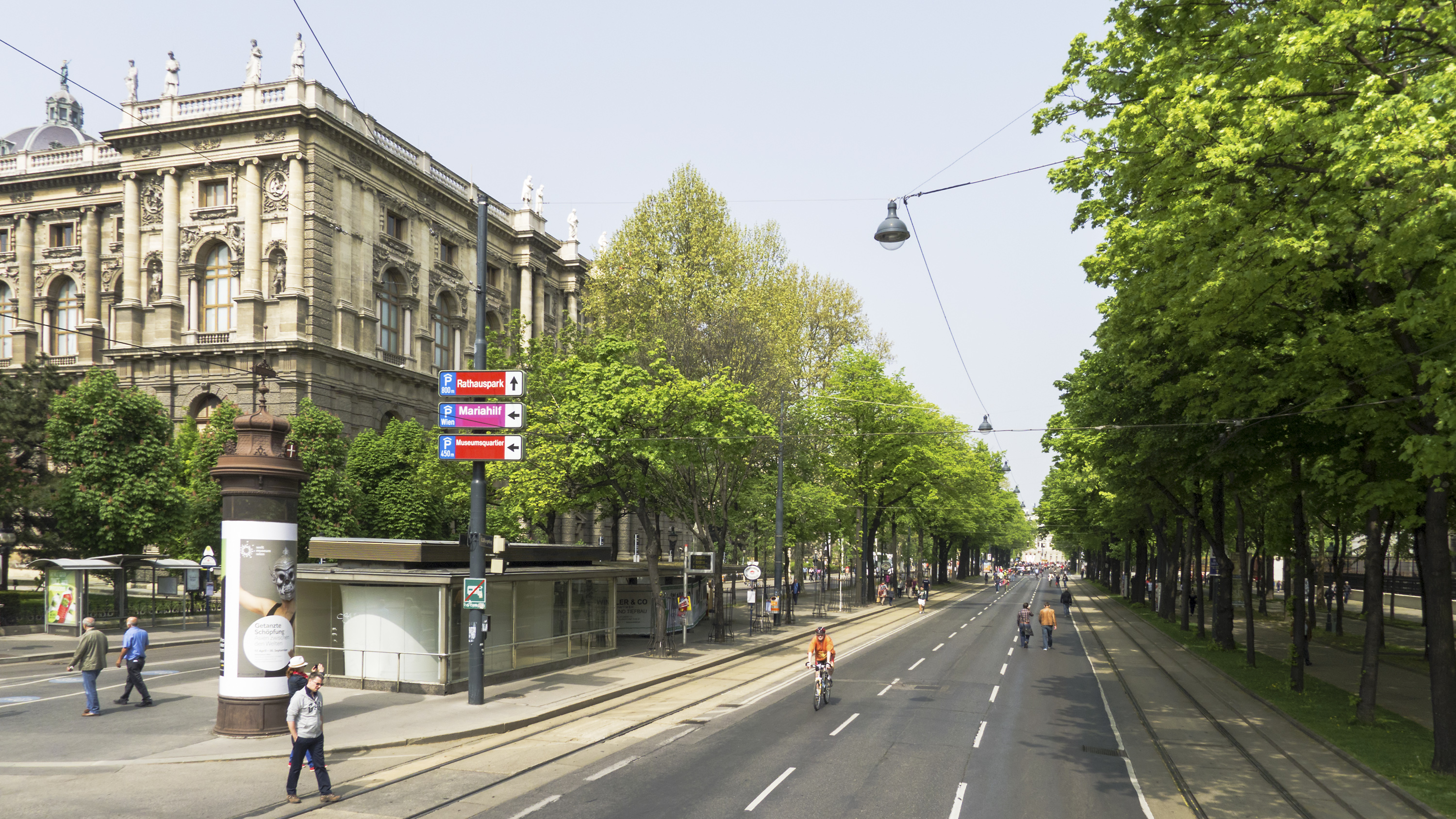
Ringstraße, Viena, (Georges-Eugène Haussmann)
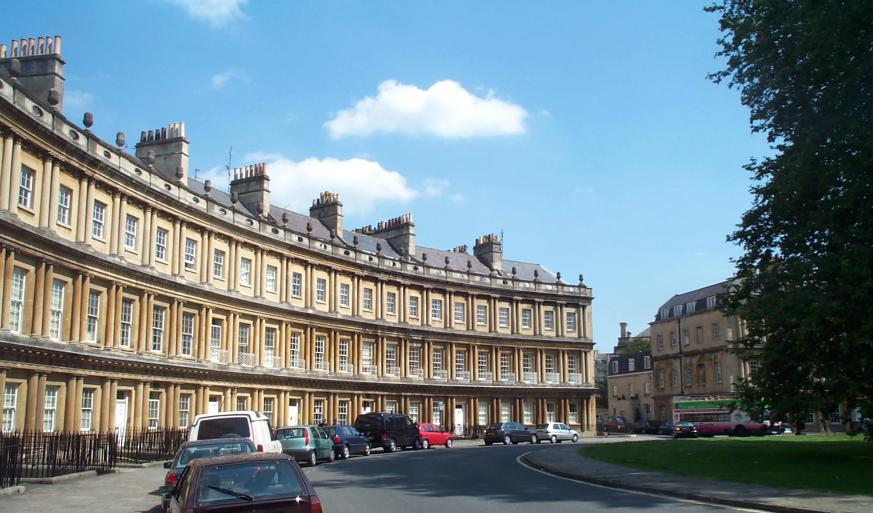
Circus, Bath completat el 1768

Els inicis del disseny urbà modern a Europa s'associen amb el Renaixement però, especialment, amb l'Edat de les Llums. Sovint es van planificar ciutats espanyoles a Amèrica, així com algunes poblacions assentades per altres cultures imperials. Aquests de vegades encarnaven ambicions utòpiques així com objectius de funcionalitat i bon govern, com amb el pla de James Oglethorpe per a Savannah, Geòrgia. En el període Barroc, els enfocaments de disseny desenvolupats als jardins formals francesos com els de Versalles es van estendre al desenvolupament urbà i la reurbanització. En aquest període, quan no existien les especialitzacions professionals modernes, el disseny urbà va ser realitzat per persones amb habilitats en àrees tan diverses com escultura, arquitectura, disseny de jardins, agrimensura, astronomia i enginyeria militar. Als segles XVIII i XIX, el disseny urbà potser estava més lligat als enginyers aparelladors i arquitectes. L'augment de la població urbana va comportar problemes de malaltia epidèmica, la resposta a la qual va ser un enfocament en la salut pública, l'augment al Regne Unit de l'enginyeria municipal i la inclusió a la legislació britànica de disposicions com ara amplades mínimes de carrer. amb relació a les alçades dels edificis per tal d'assegurar una ventilació adequades.
Gran part del treball de Frederick Law Olmsted es va relacionar amb el disseny urbà, i la nova professió de l'arquitectura del paisatge també va començar a tenir un paper important a finals del segle xix.

## Factors que influeixen en el confort urbà
Característiques de l'Entorn:
Definir unes condicions de confort aplicables a qualsevol tipus d'espai públic urbà, a totes les activitats humanes susceptibles de ser-hi desenvolupades en qualsevol moment i ubicació geogràfica, resulta una tasca summament complexa i en molts casos impossible atesa la varietat de casos.
Entenem el Confort com el conjunt de condicions òptimes que han de coincidir simultàniament en un espai públic per aconseguir-ne el màxim aprofitament o gaudi per a una activitat i un moment concret.
El Confort a l'espai públic urbà ve determinat per diferents factors: condicionants tèrmics, escala urbana, ocupació de l'espai públic, paisatge urbà, percepció de seguretat, condicions acústiques, qualitat de l'aire, ergonomia. Tots aquests paràmetres estan interconnectats. L'alteració d'un repercuteix en la qualitat dels altres. A continuació es plantegen algunes d'aquestes problemàtiques:

### Escala urbana
La relació entre l'alçada de les edificacions i la separació dels blocs ha estat motiu d'estudi particularment a l'inici del Moviment Modern per la seva incidència en l'assolellament dels habitatges, encara que sense analitzar-ne la importància a l'espai públic. Des d'aquest darrer punt de vista, l'AEUB(ii) proposa l'indicador de l'amplada de la secció.

La proporció del carrer també és determinant per a la col·locació d'arbrat de port gran o petit a les voreres, places, jardins i la creació de corredors verds urbans. La forma i la mida dels espais lliures han de guardar proporcionalitat amb els nivells de freqüentació i d'activitat esperats, una superfície més gran no pressuposa més qualitat com ha demostrat l'experiència dels espais interblocs de la ciutat funcional. Si es multipliquen les activitats als espais lliures s'enriqueix la vida en ells, s'augmenta el nombre d'usuaris i es reutilitza la inversió. 

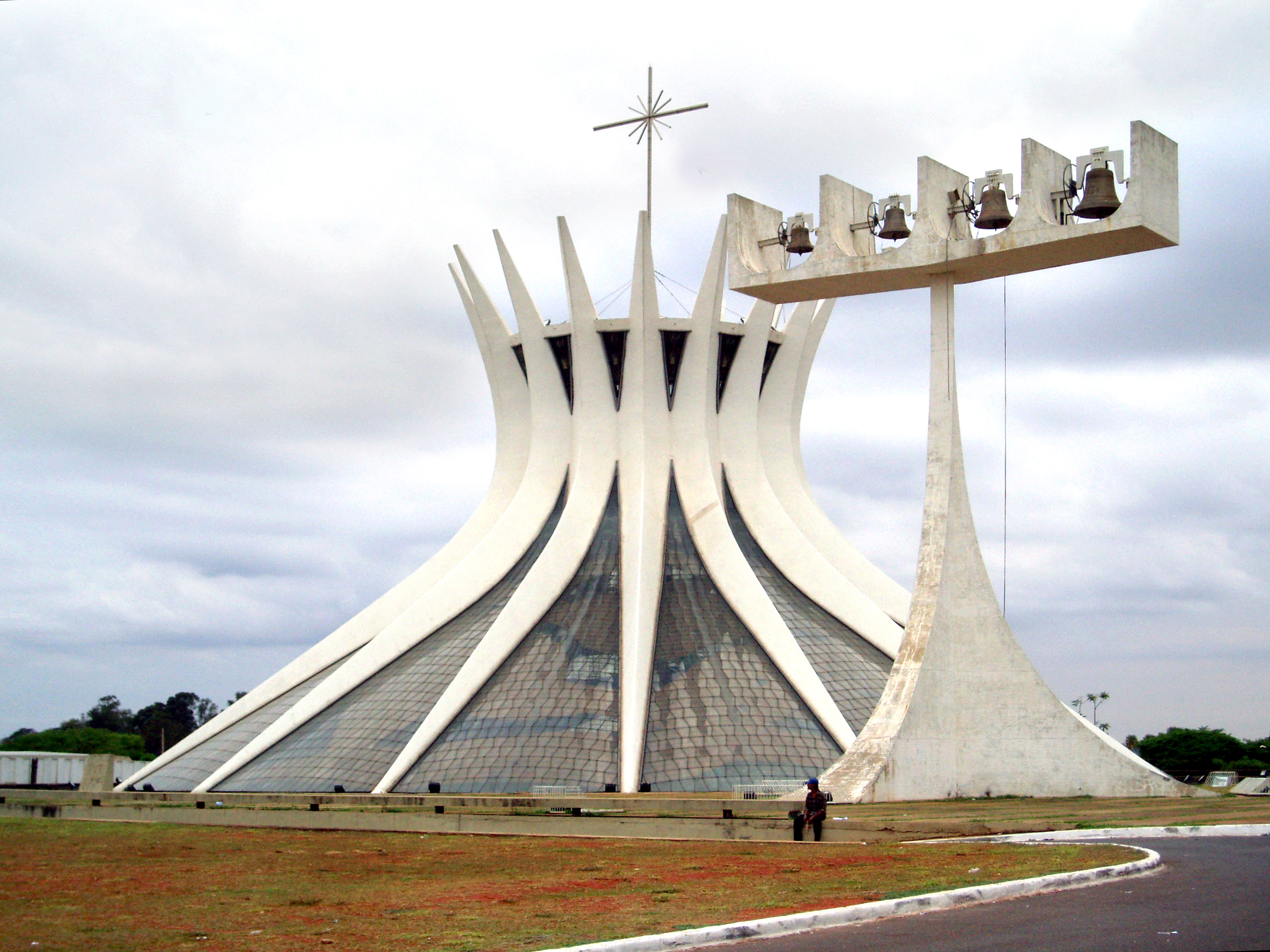
La catedral de Brasília, una ciutat amb disseny urbà únic.

### Paisatge urbà
Hi ha múltiples formes de paisatge: comercial, històric, arquitectònic, natural, totes amb gran càrrega subjectiva. El component estètic del paisatge és una eina molt valuosa per generar confort. Paisatge Urbà entès des d'una perspectiva purament visual, com ara la idea de la percepció que tenim de l'entorn i d'una posició específica dins l'àrea urbana.
Independentment del seu atractiu podem crear un ambient confortable trencant la monotonia i creant interès al passejant a través de l'existència de focus d'atracció intermitents i fites al llarg del paisatge urbà
En tot cas, encara que els focus d'atracció projectats destaquin, és important integrar-los en un teixit urbà homogeni.

### Percepció de seguretat
Per aconseguir un entorn lliure d'amenaces ha d'existir cohesió social i projectar la ciutat de manera que es potenciï la visibilitat de l'espai i la seva transparència, utilitzant elements arquitectònics que fomentin la vigilància natural entre conciutadans.

## Principis del disseny urbà
Els espais públics estan sovint subjectes a la superposició de responsabilitats de múltiples agències o autoritats i interessos de propietaris propers, així com els requeriments de múltiples i de vegades competents usuaris. Per tant, el disseny, la construcció i l'administració de l'espai públic demana la consulta i negociació entre una varietat d'esferes. Els dissenyadors urbans rarament tenen el grau de llibertat o control artístic ofert en altres professions del disseny com la arquitectura. Normalment requereix de col·laboració multidisciplinària amb representació balancejada dels múltiples camps, incloent l'enginyeria, ecologia, història local i planejament del transport urbà.
El disseny urbà té en consideració els aspectes següents:
- Estructura urbana: Com els llocs es posicionen junts i com les parts s'interrelacionen les unes amb les altres.
- Tipologia, densitat i substentabilitat urbana: tipus d'espais i morfologies relacionades amb la intensitat d'ús, consum de recursos, producció i manteniment de comunitats viables.
- Accessibilitat: proveir una opció fàcil i segura per moure's entre els espais.
- Legibilitat i guiament: Ajudar les persones a trobar el camí i entendre com funciona lespai.
- Animació: Dissenyar espais per simular activitat pública.
- Barreja d'usos complementaris: Localització d'activitats que permeten interacció constructiva entre elles.
- Caracterització i significació: Reconèixer i valorar les diferències entre un espai i un altre.
- Continuïtat i canvi: localitzar les persones en temps i espai, incloent-hi el respecte al patrimoni i el suport per a la cultura contemporània.
- Societat civil: Fer espais on les persones siguin lliures de trobar-se les unes amb les altres com a iguals cívics, una component important en la construcció del capital social.